# Список номинантов и лауреатов премии «Золотая маска» 1996 года
«Золотая маска» — российская национальная театральная премия и фестиваль. «Золотая маска» была учреждена Союзом театральных деятелей России (СТД РФ) в 1993 году (в некоторых источниках назван 1994 год) по инициативе народного артиста СССР М. А. Ульянова (председатель СТД РФ в 1986—1996 годах) и при участии его заместителя В. Г. Урина и драматурга В. В. Павлова.

## Лауреаты и события фестиваля «Золотая маска» 1996 года
Фестиваль был открыт 15 марта 1996 года показом балета Дмитрия Брянцева «Призрачный бал».  В фестивале приняли участие четырнадцать спектаклей, в этом году премии присуждались в области драматического, музыкального театра, а также балета и театра кукол.
Начиная с 1996 года дирекцию фестиваля возглавил Эдуард Бояков. На пресс-конференции 22 февраля 1996 года СТД РФ объявил премию национальной (всероссийской) и ещё раз подтвердил её профессиональный статус (работы оценивают только коллеги по цеху). Соблюсти же эти принципы при всероссийском масштабе премии оказалось непросто. Вывезти жюри в регионы на просмотр было практически невозможно (только одних премьер в профессиональных театрах за этот сезон состоялось около двухсот пятидесяти), а проводить единый отборочный тур слишком дорого. Найденный компромисс (московских номинантов отбирать путём опроса театральных деятелей, а всероссийских — среди победителей региональных и тематических фестивалей и из репертуара «Театра наций») не был лишён очевидных изъянов.

### Номинанты премии «Золотая маска» 1996 года
Таблица номинантов составлена на основании официального опубликованного списка, с группировкой по спектаклям.
Легенда:
  — Спектакль номинирован в номинации «Лучший спектакль»

«–» — Этот аспект спектакля не номинирован
| Драма                                                                                | Драма            | Драма                   | Драма                              | Драма                                  | Драма                                |
| ------------------------------------------------------------------------------------ | ---------------- | ----------------------- | ---------------------------------- | -------------------------------------- | ------------------------------------ |
|                                                                                      |                  |                         |                                    |                                        |                                      |
| Спектакль/номинации                                                                  | лучший спектакль | лучшая работа режиссёра | лучшая женская роль                | лучшая мужская роль                    | лучшая работа художника-постановщика |
|                                                                                      |                  |                         |                                    |                                        |                                      |
| «Буря» Молодежный театр, Казань                                                      | зелёная ✓        | Борис Цейтлин           | –                                  | –                                      | Юрий Хариков                         |
| «Идиот» Театр на Малой Бронной, Москва                                               | зелёная ✓        | Сергей Женовач          | –                                  | Сергей Тарамаев (князь Мышкин)         | Юрий Гальперин                       |
| «К. И. из „Преступления“» Театр юного зрителя, Москва                                | зелёная ✓        | Кама Гинкас             | Оксана Мысина (Катерина Ивановна)  | –                                      | –                                    |
| «Преступление и наказание» Театр юных зрителей имени А. А. Брянцева, Санкт-Петербург | Y [ 4 ]          | Григорий Козлов         | –                                  | Алексей Девотченко (Порфирий Петрович) | –                                    |
| «Превращение» Театр «Сатирикон» и Центр им. Вс. Мейерхольда, Москва                  | зелёная ✓        | Валерий Фокин           | –                                  | Константин Райкин (Грегор Замза)       | Вячеслав Колейчук                    |
| «Последние» Театр-студия под руководством Олега Табакова, Москва                     | –                | –                       | Ольга Яковлева (Софья Коломийцева) | –                                      | –                                    |
| «Чайка» Театр «Ленком», Москва                                                       | –                | –                       | –                                  | –                                      | Олег Шейнцис                         |

| Опера                                                                                      | Опера            | Опера                   | Опера                       | Опера                        | Опера                                |
| ------------------------------------------------------------------------------------------ | ---------------- | ----------------------- | --------------------------- | ---------------------------- | ------------------------------------ |
|                                                                                            |                  |                         |                             |                              |                                      |
| Спектакль/номинации                                                                        | лучший спектакль | лучшая работа режиссёра | лучшая женская роль         | лучшая мужская роль          | лучшая работа художника-постановщика |
|                                                                                            |                  |                         |                             |                              |                                      |
| «Борис Годунов» Театр «Санкт-Петербург Опера» и Эрмитаж, Санкт-Петербург                   | зелёная ✓        | Юрий Александров        | –                           | Сергей Лядов (Шуйский)       | –                                    |
| «Дон Паскуале» Театр оперы и балета, Пермь                                                 | зелёная ✓        | Георгий Исаакян         | Татьяна Куинджи (Норина)    | Анзор Шомахия (Дон Паскуале) | –                                    |
| «Плоды просвещения» Камерный музыкальный театр имени Б. А. Покровского, Москва             | зелёная ✓        | Борис Покровский        | –                           | –                            | –                                    |
| «Травиата» Театр оперы и балета, Воронеж                                                   | зелёная ✓        | –                       | Елена Петриченко (Виолетта) | Юрий Лексеев (Альфред)       | Юрий Устинов                         |
| «Эрнани» Музыкальный театр имени К. С. Станиславского и Вл. И. Немировича-Данченко, Москва | зелёная ✓        | Александр Титель        | –                           | –                            | Владимир Арефьев                     |

| Балет                                                                                              | Балет            | Балет                                                   | Балет                                                  |
| -------------------------------------------------------------------------------------------------- | ---------------- | ------------------------------------------------------- | ------------------------------------------------------ |
| |                  |                                                         |                                                        |
| Спектакль/номинации                                                                                | лучший спектакль | лучшая мужская роль                                     | лучшая работа постановщика (балетмейстера/ хореографа) |
| |                  |                                                         |                                                        |
| «Восемь русских песен и колыбельная для мужчины» Балет Евгения Панфилова, Пермь                    | зелёная ✓        | –                                                       | Евгений Панфилов                                       |
| «Призрачный бал» Музыкальный театр имени К. С. Станиславского и Вл. И. Немировича-Данченко, Москва | зелёная ✓        | –                                                       | Дмитрий Брянцев                                        |
| «Чайковский» Театр балета Бориса Эйфмана, Санкт-Петербург                                          | зелёная ✓        | Альберт Галичанин (Чайковский) • Игорь Марков (Двойник) | Борис Эйфман                                           |

| Куклы                                      | Куклы            |
| ------------------------------------------ | ---------------- |
|                                            |                  |
| Спектакль/номинации                        | лучший спектакль |
|                                            |                  |
| «Вертеп» Театр кукол, Архангельск          | зелёная ✓        |
| «Кёре Сарыг и Змея» Театр «Сказка», Абакан | зелёная ✓        |

### Лауреаты премии «Золотая маска» 1996 года
Жюри 1996 года состояло из семнадцати человек. Среди них — Михаил Ульянов, Георгий Тараторкин (актёр), Наталья Тенякова (актриса), Ирина Муравьёва, Анатолий Смелянский (критик), Екатерина Максимова (артистка балета), Алексей Людмилин (дирижёр), Марина Нестьева (музыковед), Владимир Кусов (театральный деятель), Ирина Жаровцева (театровед).
Церемония награждения состоялась 25 марта в Малом театре. По мнению газеты «Коммерсант», церемония удалась — «концертные номера были немногочисленны, неутомительны и остроумны. В зале царила приличествующая поводу атмосфера взволнованного ожидания». Награждение прошло с некоторым удивлением отдельных номинантов. Валерий Фокин и Сергей Женовач открыто высказали удивление тем, что их соперник по номинации Кама Гинкас не получил ни одной премии.
Таблица лауреатов составлена на основании официального опубликованного списка награждённых.
| Премия                                                           | Номинация                                             | Победитель                  | Роль, произведение              | Театр (учреждение)                                                                |
| ---------------------------------------------------------------- | ----------------------------------------------------- | --------------------------- | ------------------------------- | --------------------------------------------------------------------------------- |
|                                                                  |                                                       |                             |                                 |                                                                                   |
| Драма                                                            | Лучший спектакль                                      | «Буря»                      | «Буря»                          | Молодёжный театр, Казань                                                          |
| Драма                                                            | Лучшая работа режиссёра                               | Сергей Женовач              | «Идиот»                         | Театр на Малой Бронной, Москва                                                    |
| Драма                                                            | Лучшая работа художника-постановщика                  | Олег Шейнцис                | «Чайка»                         | «Ленком», Москва                                                                  |
| Драма                                                            | Лучшая женская роль                                   | Ольга Яковлева              | Софья Коломийцева («Последние») | Театр п/р О. Табакова, Москва                                                     |
| Драма                                                            | Лучшая мужская роль                                   | Константин Райкин           | Грегор Замза («Превращение»)    | Театр «Сатирикон» и Творческий центр им. Вс. Мейерхольда, Москва                  |
|                                                                  |                                                       |                             |                                 |                                                                                   |
| Опера                                                            | Лучший спектакль                                      | «Эрнани»                    | «Эрнани»                        | Музыкальный театр имени К. С. Станиславского и Вл. И. Немировича-Данченко, Москва |
| Опера                                                            | Лучшая работа режиссёра                               | Борис Покровский            | «Плоды просвещения»             | Камерный музыкальный театр п/р Б. Покровского, Москва                             |
| Опера                                                            | Лучшая женская роль                                   | Татьяна Куинджи             | Норина («Дон Паскуале»)         | Театр оперы и балета им. П. Чайковского, Пермь                                    |
| Опера                                                            | Лучшая мужская роль                                   | Анзор Шомахия               | Дон Паскуале («Дон Паскуале»)   | Театр оперы и балета им. П. Чайковского, Пермь                                    |
|                                                                  |                                                       |                             |                                 |                                                                                   |
| Балет                                                            | Лучший спектакль балета                               | «Чайковский»                | «Чайковский»                    | Театр балета Бориса Эйфмана, Санкт-Петербург                                      |
| Балет                                                            | Лучшая работа постановщика (балетмейстера/хореографа) | Дмитрий Брянцев             | «Призрачный бал»                | Музыкальный театр имени К. С. Станиславского и Вл. И. Немировича-Данченко, Москва |
| Балет                                                            | Лучшая мужская роль                                   | Альберт Галичанин           | Чайковский («Чайковский»)       | Театр балета Бориса Эйфмана, Санкт-Петербург                                      |
|                                                                  |                                                       |                             |                                 |                                                                                   |
| Куклы                                                            | Лучший спектакль                                      | «Вертеп»                    | «Вертеп»                        | Театр кукол, Архангельск                                                          |
|                                                                  |                                                       |                             |                                 |                                                                                   |
| Из номинантов на звание «Лучший спектакль» — музыкальных театров | Лучшая работа художника в музыкальном театре          | Владимир Арефьев            | «Эрнани»                        | Музыкальный театр имени К. С. Станиславского и Вл. И. Немировича-Данченко, Москва |
|                                                                  |                                                       |                             |                                 |                                                                                   |
| Специальные премии                                               |                                                       |                             |                                 |                                                                                   |
|                                                                  |                                                       |                             |                                 |                                                                                   |
| Специальный приз жюри                                            | За исполнение роли                                    | Олег Табаков                | Коломийцев («Последние»)        | Театр п/р О. Табакова, Москва                                                     |
|                                                                  |                                                       |                             |                                 |                                                                                   |
| За честь и достоинство                                           | Юлия Борисова • Вера Ершова                           | Юлия Борисова • Вера Ершова | Юлия Борисова • Вера Ершова     | Юлия Борисова • Вера Ершова                                                       |